# Vela ai Giochi della XVI Olimpiade - 12m² Sharpie
La competizione della classe 12m² Sharpie  di vela ai Giochi della XVI Olimpiade si è svolta nei giorni dal 26 novembre al 5 dicembre 1956 nella Baia di Port Phillip.

## Partecipanti
| Nazione          | Barca       | Equipaggio                        |
| ---------------- | ----------- | --------------------------------- |
| Australia        | Falcon IV   | Rolland Tasker, John Scott        |
| Birmania         | Kingfisher  | Gyi Khin Pe, Chow Park Wing       |
| Brasile          | Inca        | Alfredo Bercht, Rolf Bercht       |
| Canada           | Beaver      | Archibald Cameron, William Thomas |
| Francia          | Kannibaltje | Roger Tiriau, Claude Flahault     |
| Gran Bretagna    | Chuckles    | Jasper Blackall, Terence Smith    |
| Germania         | Wendehals   | Rolf Mulka, Ingo von Bredow       |
| Grecia           | Nikh        | Spyros Bonas, Stelios Bonas       |
| Italia           | Romolo      | Mario Capio, Emilio Massino       |
| Nuova Zelanda    | Jest        | Peter Mander, Jack Cropp          |
| Stati Uniti      | Tineke      | Eric Olsen, Stan Renehan          |
| Sudafrica        | Impala      | John Sully, Alfred Evans          |
| Unione Sovietica | Kon-Tiki    | Boris Il'in, Aleksandr Čumakov    |

## Risultati
| Regata 1 26 novembre | Regata 1 26 novembre | Regata 1 26 novembre | Regata 1 26 novembre | Regata 2 27 novembre | Regata 2 27 novembre | Regata 2 27 novembre | Regata 2 27 novembre | Regata 3 28 novembre | Regata 3 28 novembre | Regata 3 28 novembre | Regata 3 28 novembre | Regata 4 30 novembre | Regata 4 30 novembre | Regata 4 30 novembre | Regata 4 30 novembre |
| Pos.                 | Nazione              | Tempo                | Punti                | Pos.                 | Nazione              | Tempo                | Punti                | Pos.                 | Nazione              | Tempo                | Punti                | Pos.                 | Nazione              | Tempo                | Punti                |
| -------------------- | -------------------- | -------------------- | -------------------- | -------------------- | -------------------- | -------------------- | -------------------- | -------------------- | -------------------- | -------------------- | -------------------- | -------------------- | -------------------- | -------------------- | -------------------- |
| 1                    | Falcon IV            | 3:19:42              | 1215                 | 1                    | Jest                 | 3:43:08              | 1215                 | 1                    | Wendehals            | 3:55:34              | 1215                 | 1                    | Falcon IV            | 3:48:43              | 1215                 |
| 2                    | Jest                 | 3:20:59              | 914                  | 2                    | Falcon IV            | 3:44:49              | 914                  | 2                    | Falcon IV            | 3:57:01              | 914                  | 2                    | Chuckles             | 3:50:01              | 914                  |
| 3                    | Chuckles             | 3:25:14              | 738                  | 3                    | Impala               | 3:47:32              | 738                  | 3                    | Chuckles             | 3:58:12              | 738                  | 3                    | Romolo               | 4:00:05              | 738                  |
| 4                    | Romolo               | 3:31:40              | 613                  | 4                    | Romolo               | 3:47:50              | 613                  | 4                    | Romolo               | 3:59:26              | 613                  | 4                    | Jest                 | 4:23:03              | 613                  |
| 5                    | Kon-Tiki             | 3:32:53              | 516                  | 5                    | Tineke               | 3:48:51              | 516                  | 5                    | Jest                 | 4:01:45              | 516                  | 5                    | Tineke               | 4:55:59              | 516                  |
| 6                    | Kannibaltje          | 3:37:27              | 437                  | 6                    | Beaver               | 3:48:57              | 437                  | 6                    | Kannibaltje          | 4:02:06              | 437                  | -                    | Inca                 | DNF                  | 0                    |
| 7                    | Wendehals            | 3:45:18              | 370                  | 7                    | Chuckles             | 3:49:07              | 370                  | 7                    | Inca                 | 4:02:17              | 370                  | -                    | Beaver               | DNF                  | 0                    |
| 8                    | Impala               | 3:50:03              | 312                  | 8                    | Kannibaltje          | 3:50:28              | 312                  | 8                    | Beaver               | 4:03:37              | 312                  | -                    | Kannibaltje          | DNF                  | 0                    |
| 9                    | Nikh                 | 4:26:40              | 261                  | 9                    | Wendehals            | 3:50:54              | 261                  | 9                    | Kon-Tiki             | 4:05:00              | 261                  | -                    | Wendehals            | DNF                  | 0                    |
| .                    | Inca                 | DNF                  | 0                    | 10                   | Kon-Tiki             | 3:51:43              | 215                  | 10                   | Nikh                 | 4:05:50              | 215                  | -                    | Nikh                 | DNF                  | 0                    |
| .                    | Beaver               | DNF                  | 0                    | 11                   | Inca                 | 3:52:31              | 174                  | 11                   | Kingfisher           | 4:08:27              | 174                  | -                    | Kingfisher           | DNF                  | 0                    |
| .                    | Kingfisher           | DNF                  | 0                    | 12                   | Nikh                 | 3:53:45              | 136                  | -                    | Impala               | DNF                  | 0                    | -                    | Impala               | DNF                  | 0                    |
| .                    | Tineke               | DNF                  | 0                    | 13                   | Kingfisher           | 4:01:52              | 101                  | -                    | Tineke               | DNF                  | 0                    | -                    | Kon-Tiki             | DNF                  | 0                    |

| Regata 5 3 dicembre | Regata 5 3 dicembre | Regata 5 3 dicembre | Regata 5 3 dicembre | Regata 6 4 dicembre | Regata 6 4 dicembre | Regata 6 4 dicembre | Regata 6 4 dicembre | Regata 7 5 dicembre | Regata 7 5 dicembre | Regata 7 5 dicembre | Regata 7 5 dicembre |
| Pos.                | Nazione             | Tempo               | Punti               | Pos.                | Nazione             | Tempo               | Punti               | Pos.                | Nazione             | Tempo               | Punti               |
| ------------------- | ------------------- | ------------------- | ------------------- | ------------------- | ------------------- | ------------------- | ------------------- | ------------------- | ------------------- | ------------------- | ------------------- |
| 1                   | Jest                | 3:27:40             | 1215                | 1                   | Jest                | 3:46:24             | 1215                | 1                   | Chuckles            | 3:23:59             | 1215                |
| 2                   | Falcon IV           | 3:33:07             | 914                 | 2                   | Falcon IV           | 3:47:52             | 914                 | 2                   | Jest                | 3:25:29             | 914                 |
| 3                   | Romolo              | 3:35:41             | 738                 | 3                   | Chuckles            | 3:49:07             | 738                 | 3                   | Impala              | 3:29:45             | 738                 |
| 4                   | Impala              | 3:35:47             | 613                 | 4                   | Romolo              | 3:52:35             | 613                 | 4                   | Kon-Tiki            | 3:30:18             | 613                 |
| 5                   | Chuckles            | 3:37:40             | 516                 | 5                   | Impala              | 3:53:20             | 516                 | 5                   | Romolo              | 3:30:37             | 516                 |
| 6                   | Kon-Tiki            | 3:38:28             | 437                 | 6                   | Kon-Tiki            | 3:55:48             | 437                 | 6                   | Kannibaltje         | 3:31:37             | 437                 |
| 7                   | Tineke              | 3:38:49             | 370                 | 7                   | Inca                | 3:57:03             | 370                 | 7                   | Wendehals           | 3:33:09             | 370                 |
| 8                   | Wendehals           | 3:39:03             | 312                 | 8                   | Wendehals           | 3:58:20             | 312                 | 8                   | Tineke              | 3:33:13             | 312                 |
| 9                   | Kannibaltje         | 3:44:01             | 261                 | 9                   | Beaver              | 3:59:38             | 261                 | 9                   | Inca                | 3:35:02             | 261                 |
| 10                  | Nikh                | 3:44:21             | 215                 | 10                  | Tineke              | 4:00:04             | 215                 | 10                  | Beaver              | 3:36:48             | 215                 |
| 11                  | Inca                | 3:45:53             | 174                 | 11                  | Kannibaltje         | 4:00:19             | 174                 | 11                  | Nikh                | 3:46:32             | 174                 |
| -                   | Beaver              | DQ                  | 0                   | 12                  | Nikh                | 4:10:01             | 136                 | -                   | Falcon IV           | DQ                  | 0                   |
| -                   | Kingfisher          | DNF                 | 0                   | -                   | Kingfisher          | DNS                 | 0                   | -                   | Kingfisher          | DNS                 | 0                   |

## Classifica finale
| Pos.    | Nazione          | Barca       | Equipaggio                        | Punti Totali | Punti ottenuti nelle regate | Punti ottenuti nelle regate | Punti ottenuti nelle regate | Punti ottenuti nelle regate | Punti ottenuti nelle regate | Punti ottenuti nelle regate | Punti ottenuti nelle regate |
| Pos.    | Nazione          | Barca       | Equipaggio                        | Punti Totali | 1                           | 2                           | 3                           | 4                           | 5                           | 6                           | 7                           |
| ------- | ---------------- | ----------- | --------------------------------- | ------------ | --------------------------- | --------------------------- | --------------------------- | --------------------------- | --------------------------- | --------------------------- | --------------------------- |
| Oro     | Nuova Zelanda    | Jest        | Peter Mander, Jack Cropp          | 6086         | 914                         | 1215                        | 516                         | 613                         | 1215                        | 1215                        | 914                         |
| Argento | Australia        | Falcon IV   | Rolland Tasker, John Scott        | 6086         | 1215                        | 914                         | 914                         | 1215                        | 914                         | 914                         | 0                           |
| Bronzo  | Gran Bretagna    | Chuckles    | Jasper Blackall, Terence Smith    | 4859         | 738                         | 370                         | 738                         | 914                         | 516                         | 738                         | 1215                        |
| 4       | Italia           | Romolo      | Mario Capio, Emilio Massino       | 3928         | 613                         | 613                         | 613                         | 738                         | 738                         | 613                         | 516                         |
| 5       | Sudafrica        | Impala      | John Sully, Alfred Evans          | 2917         | 312                         | 738                         | 0                           | 0                           | 613                         | 516                         | 738                         |
| 6       | Germania         | Wendehals   | Rolf Mulka, Ingo von Bredow       | 2840         | 370                         | 261                         | 1215                        | 0                           | 312                         | 312                         | 370                         |
| 7       | Unione Sovietica | Kon-Tiki    | Boris Il'in, Aleksandr Čumakov]   | 2479         | 516                         | 215                         | 261                         | 0                           | 437                         | 437                         | 613                         |
| 8       | Francia          | Kannibaltje | Roger Tiriau, Claude Flahault     | 2058         | 437                         | 312                         | 437                         | 0                           | 261                         | 174                         | 437                         |
| 9       | Stati Uniti      | Tineke      | Eric Olsen, Stan Renehan          | 1929         | 0                           | 516                         | 0                           | 516                         | 370                         | 215                         | 312                         |
| 10      | Brasile          | Inca        | Alfredo Bercht, Rolf Bercht       | 1349         | 0                           | 174                         | 370                         | 0                           | 174                         | 370                         | 261                         |
| 11      | Canada           | Beaver      | Archibald Cameron, William Thomas | 1225         | 0                           | 437                         | 312                         | 0                           | 0                           | 261                         | 215                         |
| 12      | Grecia           | Nikh        | Spyros Bonas, Stelios Bonas       | 1137         | 261                         | 136                         | 215                         | 0                           | 215                         | 136                         | 174                         |
| 13      | Birmania         | Kingfisher  | Gyi Khin Pe, Chow Park Wing       | 275          | 0                           | 101                         | 174                         | 0                           | 0                           | 0                           | 0                           |